# Gil da Cruz Trindade
Gil da Cruz Trindade (* 1. März 1982) ist ein Marathonläufer aus Osttimor.
Als einer von zwei Athleten seines Landes nahm er dank einer Wildcard an den Olympischen Spielen 2004 in Athen teil. Dies war das erste Mal, dass Osttimor als unabhängige Nation Athleten zu den Olympischen Spielen schickte. Cruz Trindade erreichte allerdings beim Marathonwettbewerb das Ziel nicht.
Seine Marathonbestzeit wird von der International Association of Athletics Federations mit 2:49:00 angegeben.